# Vyshhorod (huyện)
Huyện Vyshhorod (tiếng Ukraina: Вишгородський район, chuyển tự: Vyshhorods’kyi raion) là một huyện của tỉnh Kiev thuộc Ukraina. Huyện Vyshhorod có diện tích 2031 km², dân số theo điều tra dân số ngày 5 tháng 12 năm 2001 là 72446 người với mật độ 36 người/km2. Trung tâm huyện nằm ở Vyshhorod.